# Upplands runinskrifter 1112
Upplands runinskrifter 1112 är en försvunnen vikingatida ristad sten som funnits i Grävsta, Skuttunge socken och Uppsala kommun. Ristningen är rent ornamental och föreställer ett kors med en fågel sittande på. Stenen är omkring 1 meter hög och 0,7 meter bred.